# Giorgio Bassani
Giorgio Bassani (4. března 1916, Bologna – 13. dubna 2000, Řím) byl italský romanopisec, básník a esejista. Narodil se ve městě Bologna, studoval na místní univerzitě.
Ve svých dílech mimo jiné zdokumentoval život italské židovské komunity v době fašismu. Jeho nejúspěšnější knihu Zahrada Finzi-Continiů zfilmoval v roce 1970 Vittorio De Sica; filmu byl udělen Oscar za nejlepší cizojazyčný film.
Učil na Národní akademii dramatických umění v Římě, byl redaktorem literárního časopisu Botteghe Oscure a nakladatelství Feltrinelli. Patnáct let vedl organizaci Italia Nostra, pečující o kulturní dědictví. Také psal filmové scénáře a přeložil do italštiny knihu Jamese M. Caina Pošťák vždy zvoní dvakrát.
Získal literární ceny Premio Viareggio, Premio Campiello a Premio Strega. Je po něm pojmenován park ve městě Ferrara.